# 神戸市立だいち小学校
神戸市立だいち小学校（こうべしりつ だいちしょうがっこう）は、兵庫県神戸市須磨区大池町5丁目にある公立小学校。

## 沿革
- 2002年4月 - 神戸市立千歳小学校・神戸市立大黒小学校が併合したことによる開校。
- 2020年4月 - 校区調整により、長田区の一部の校区が神戸市立駒ケ林小学校に校区変更[1]。

## 教育目標
- 一人の子どもも一人にしない ～ つなぐ ～

## 通学区域
- 神戸市長田区
  - 御屋敷通6丁目、戸崎通3丁目、西代通4丁目
- 神戸市須磨区
  - 戎町1～5丁目、大池町1～5丁目、大田町1～6丁目、大黒町1～5丁目、千歳町1～4丁目、寺田町1～3丁目、常磐町1～4丁目
  - 平田町1丁目(1番)・2丁目(1・2番)・3丁目(1～3番)・4丁目(1番)・5丁目(山陽電鉄より南の地域)[2]

## 進学先中学校
- 神戸市立太田中学校

## 交通アクセス
- 山陽本線（JR神戸線）鷹取駅

## 校区内の主な施設
- 須磨警察署
- 須磨区役所
- 千歳公園

## 通学区域が隣接している学校
- 神戸市立板宿小学校
- 神戸市立東須磨小学校
- 神戸市立若宮小学校
- 神戸市立駒ケ林小学校
- 神戸市立蓮池小学校